# Municipio de Fairfield (condado de Fayette)
El municipio de Fairfield (en inglés: Fairfield Township) es un municipio ubicado en el condado de Fayette en el estado estadounidense de Iowa. En el año 2010 tenía una población de 652 habitantes y una densidad poblacional de 6,95 personas por km².

## Geografía
El municipio de Fairfield se encuentra ubicado en las coordenadas 42°46′27″N 91°39′59″O / 42.77417, -91.66639. Según la Oficina del Censo de los Estados Unidos, el municipio tiene una superficie total de 93.85 km², de la cual 93,85 km² corresponden a tierra firme y (0 %) 0 km² es agua.

## Demografía
Según el censo de 2010, había 652 personas residiendo en el municipio de Fairfield. La densidad de población era de 6,95 hab./km². De los 652 habitantes, el municipio de Fairfield estaba compuesto por el 98,77 % blancos, el 0,46 % eran amerindios, el 0,31 % eran asiáticos y el 0,46 % eran de una mezcla de razas. Del total de la población el 0,61 % eran hispanos o latinos de cualquier raza.